# Хоревица
Хоревица или Хоривица или Хорива — гора в Киеве, название которой связывают с одним из легендарных основателей Киева — Хоривом.

## Легенда
Согласно Повести временных лет:
«И быша три братья: единому имя Кий, а другому Щек, а третьему Хорив, и сестра их Лыбедь. Седяше Кий на горе, где же ныне увоз Боричев, а Щек седяше на горе, где же ныне зовется Щековица, а Хорив на третьей горе, от него же прозвася Хоревица. И сотворише град во имя брата своего старейшего, и нарекоша ему имя Киев. Бяше около града лес и бор велик, и бяху ловяша зверь, бяху мужи мудри и смыслени, нарицахуся поляне, от них же есть поляне в Киеве и до сего дне».

## Расположение
О точном местоположение горы Хоревица существует несколько мнений, так как ни летописной, ни более поздней традиции нет.
По мнению В. Б. Антоновича, которое поддержали советские археологи М. К. Каргер и П. П. Толочко, Хоревица — это Лысая гора. Лысая гора — по поверью, это одна из тех ритуальных гор, на которых проводили свой шабаш киевские ведьмы. Рядом с Лысой горой (Юрковицей) находился большой языческий курганный могильник (Некрополь II). Языческий ритуальный характер данной горы можно почерпнуть из описания событий 980 года, когда Владимир, подступая к Киеву, «обрывся на Дорогожичи, межю Дорогожичем и Капичем; и есть ров и до сего дне». Капиче,— очевидно капище, языческий храм. Лысая гора — соседняя с Дорогожичами, ближе к Киеву; здесь капище было вполне уместно. В этом случае, Хоревица — это холм в районе ул. Нагорной и Института автоматики.
В поздних источниках XVI—XVII веков Хоревица отождествлялась с Вышгородом. Теоретически это можно допустить, так как в той же армянской записи только Хореан отмечен как город, находящийся «в области Палуни» (Полян), то есть как бы в стороне от городов старших братьев.
Некоторые исследователи отождествляется Хоревицу с Замковой горой, так как в VIII—IX вв. там якобы находилось поселение, которое связывается с Хоривом. По данным археологии на статус летописной «Хоревицы» скорее претендует не центральная Замковая гора, а небольшая Детинка.

## Название
Название горы связано с именем одного из трех легендарных братьев — основателей Киева.
Нет ясности, получил ли Хорив имя от горы или холм был назван в честь Хорива. Согласно Максу Фасмеру и А. И. Соболевскому, древнерусское имя собственное Хоривъ является производным от названия местности Хоревица — горы под Киевом. Название «Хоривица» тождественно древнеперсидскому Haraiva (название горной местности) и, видимо, происходит из какого-то иранского языка.
Название, возможно, происходит от греческого «хорион» (укрепление, крепость). По другой версии, от санскритского «гхоре» — небесная гора. По монографии языковеда Чапленко, изданной в 1970 г. в Мюнхене, «Хоревица» сохранилась в славянской кальке как «Черная гора». Сожженое укрепление на горе могло сделать её «Черной», а позднее, когда угли покрылись землей — «Лысой».

## Галерея

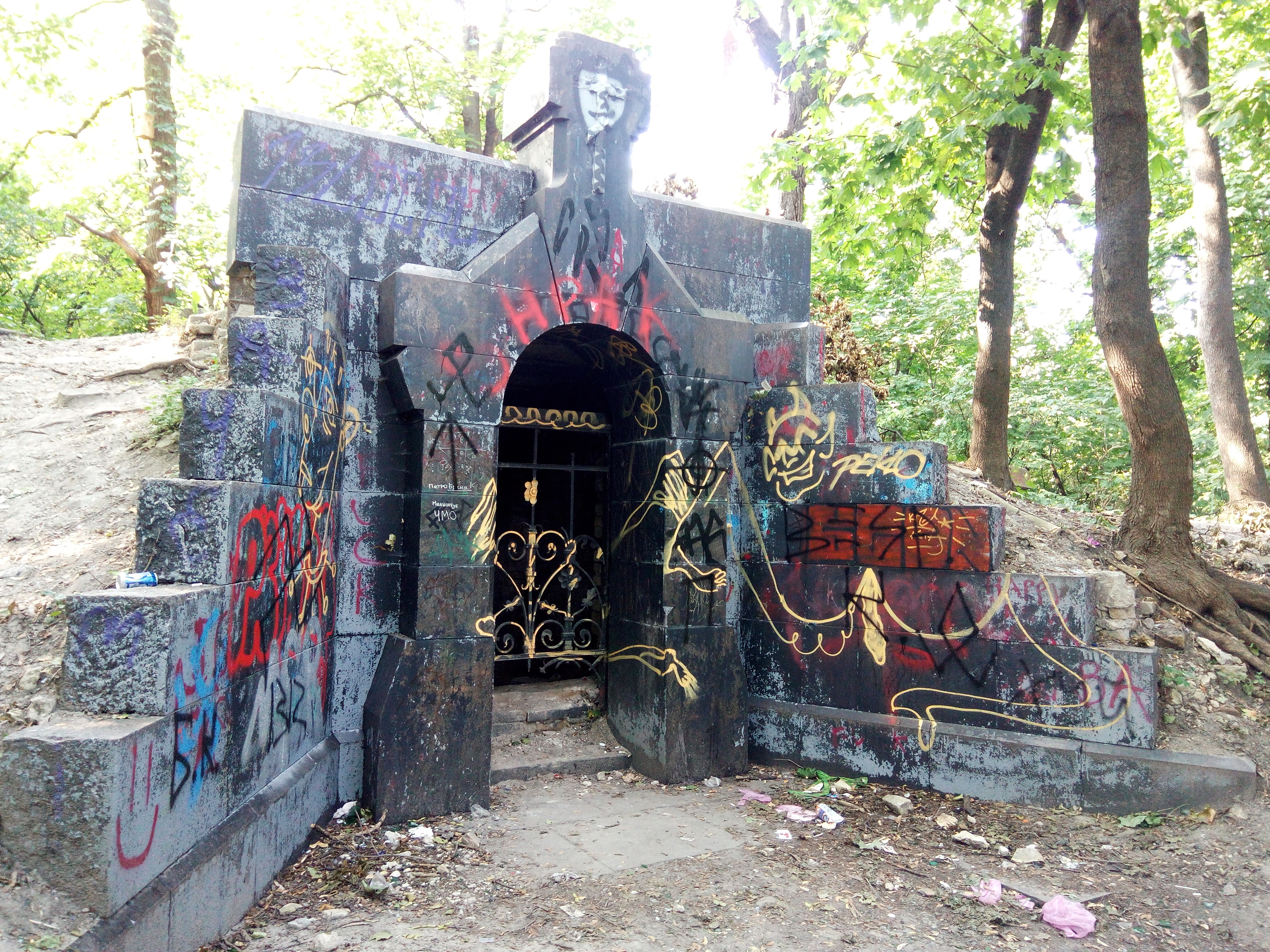
Склеп
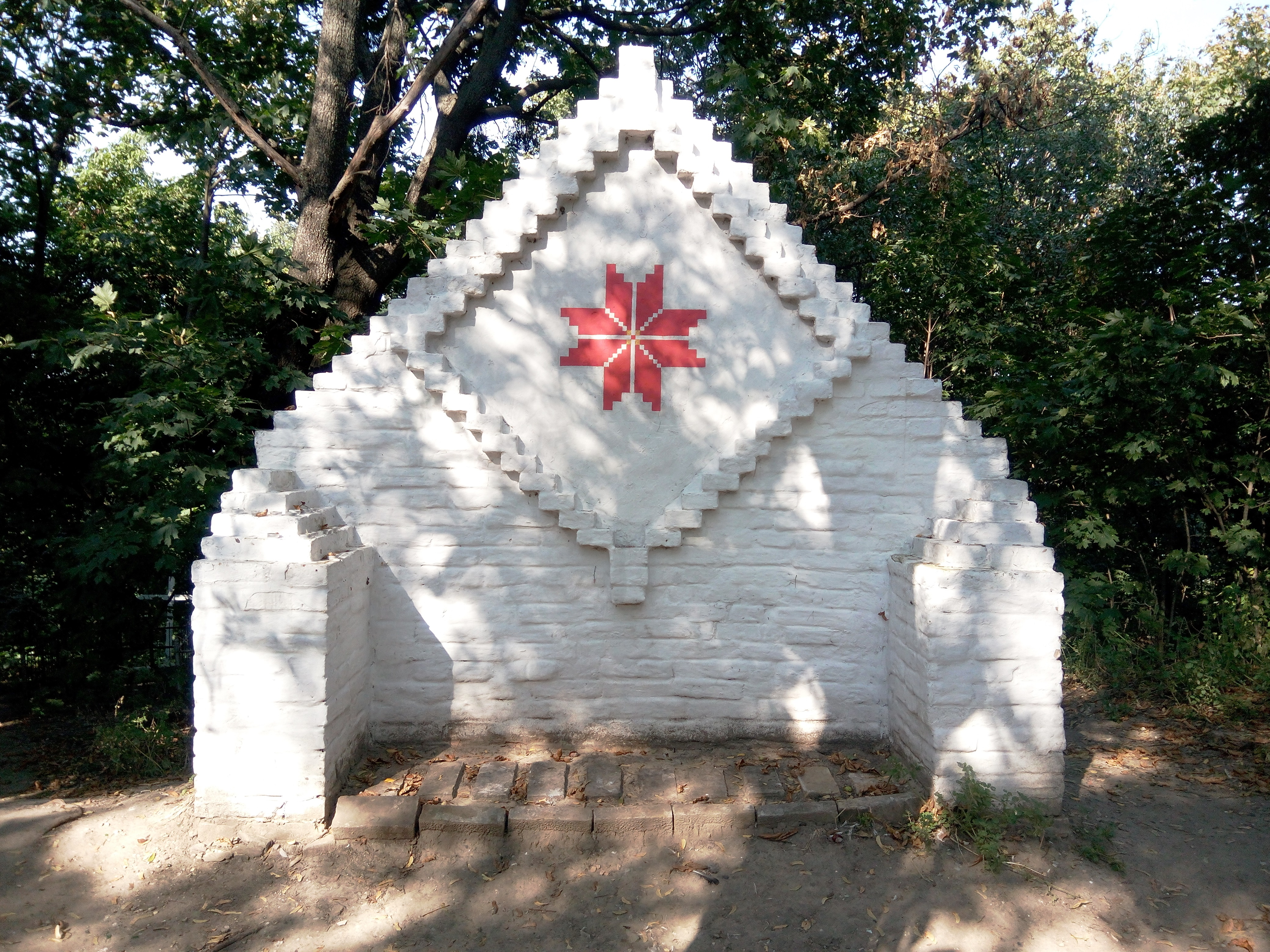
Капище стародавней веры
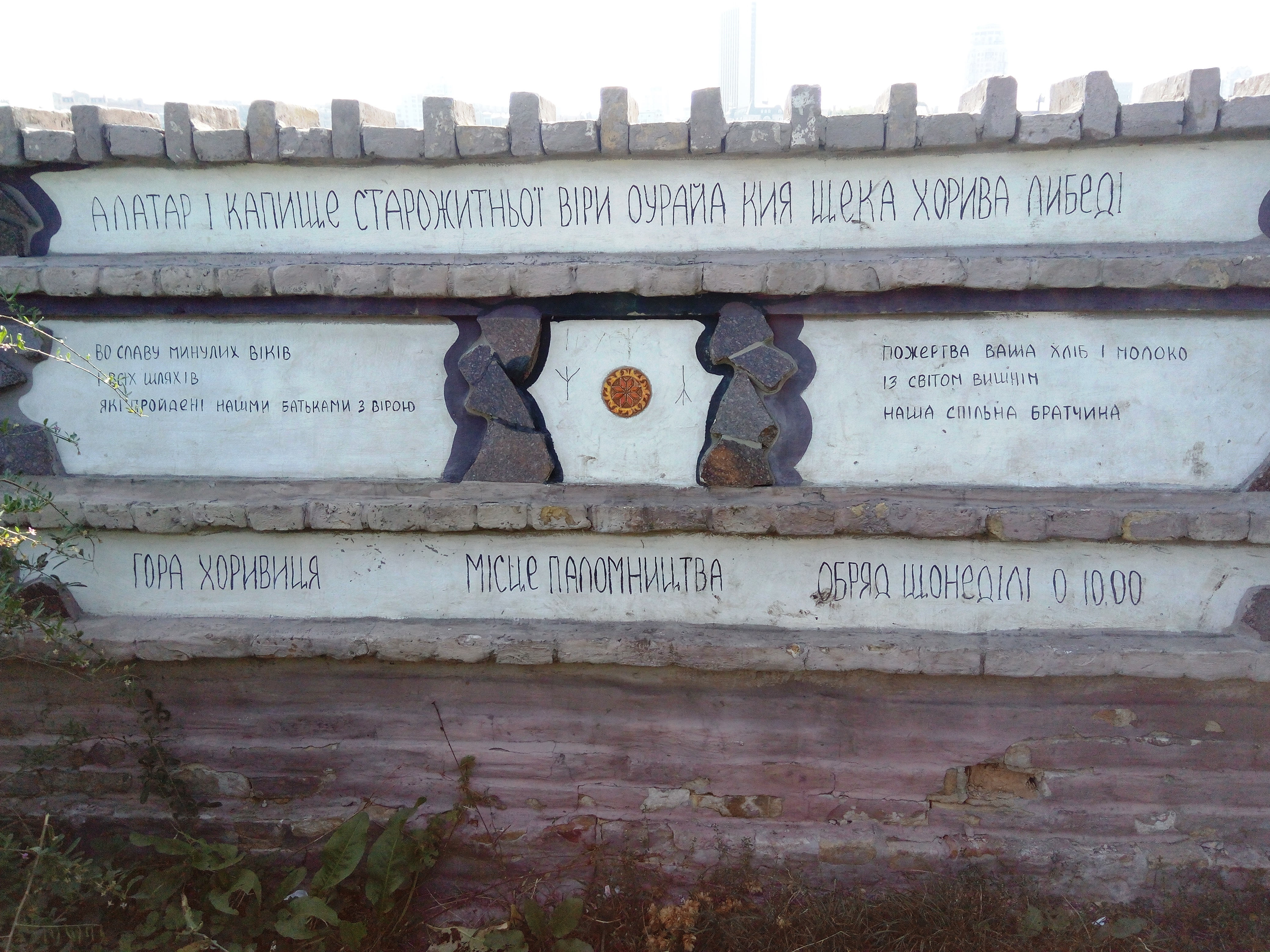
Алтарь